# Namul
Namul es un término general para un plato coreano de verduras condimentadas. El nombre del plato puede cambiar ligeramente según las verduras que se usen y la forma de prepararlas.
Puede usarse virtualmente cualquier tipo de verdura o hierba, incluyendo raíces, hojas, tallos, semillas, brotes, pétalos y frutos. Pueden prepararse como un solo tipo de namul, o mezclando varios. El método de preparación también puede cambiar: puede servirse fresca (cruda) o cocida, frita, salteada, fermentada, secada o al vapor. Los condimentos también pueden cambiar, empleándose sal, vinagre, aceite de sésamo e incluso gochujang (pasta de pimiento rojo coreano). El namul se sirve típicamente como banchan (acompañamiento al plato principal). Es posible tener más de un tipo de namul servido como banchan en una misma comida.
Algunos ejemplos de namul son: chwinamul (plantas de hoja silvestres), hobaknamul (hecho de hobak, una calabaza coreana con piel verde y carne naranja), shigeumchi (espinaca) y kongnamul (brotes de soja).

## Variedades
- Kongnamul (콩나물), brotes de soja hervidos fríos con aceite de sésamo.
- Sigeumchi namul (시금치나물), espinacas levemente sancochadas aliñadas con aceite de sésamo, ajo y salsa de soja.
- Miyeok muchim (미역무침), miyeok (wakame, un alga) con vinagre dulce y sal.
- Musaengchae/Muchae (무생채/무채), fideos con rábano blanco en una salsa de vinagre dulce, a veces con pimientos chile secos molidos.
- Gosari namul (고사리나물), brotes de helecho preparados y fritos.
- Chwinamul (취나물), áster frito y condimentado.
- Bireum namul (비름나물), amaranto sancochado y aliñado.
- Naengi namul (냉이나물), bolsa de pastor sancochada y aliñada.
- Dolnamul (돌나물), sedum crudo con salsa de pimienta.
- Gogumasun namul (고구마순나물), brotes de patata dulce cocidos o aliñados.
- Gaji namul (가지나물), berenjena hervida.
- Doraji namul (도라지나물), raíz de campanilla china hervida.